# The Walkabouts
The Walkabouts waren eine US-amerikanische Folk-Rock-Band aus Seattle. Die Band wurde 1984 gegründet und 2015 aufgelöst. Der Name wurde dem Film Walkabout entlehnt. Die Band ließ sich insbesondere von verschiedenen Vertretern der Folk- und Country-Musik inspirieren, insbesondere von Townes Van Zandt, Neil Young und Johnny Cash. Der Sound der Band war üblicherweise kräftig und schwer, angereichert mit Streicharrangements und Keyboards zusätzlich zu den Standard-Rockinstrumenten.
Die Gruppe veröffentlichte in regelmäßigen Abständen Alben. Ihr bekanntester Hit ist The Light Will Stay On aus dem Album Devil's Road (1996). Das Album Satisfied Mind (1993) mit Coverversionen von Songs meist amerikanischer Songschreiber gilt als stilprägend für das Genre Americana oder Alternative Country. Seit 1999 erscheinen die Platten der Band beim deutschen Glitterhouse-Label.

## Bandgeschichte

### Die Anfänge
Chris Eckman und Carla Torgerson trafen sich 1983, als beide in einer Fischfabrik in Alaska arbeiteten. Beide waren Studenten am Whitman College in Walla Walla im US-Bundesstaat Washington. Chris und seine jüngeren Brüder Grant und Curt hatten bereits in verschiedenen Punk- und Pop-Bands gespielt, Carla war als Straßenmusikerin mit Folk-Songs aufgetreten. 1984 zogen beide nach Seattle, Washington und gründeten die Band The Walkabouts.
Der Name der Band bezieht sich auf einen Film von Nicolas Roeg namens Walkabout aus dem Jahre 1971. Lediglich Carla hatte den Film überhaupt gesehen, aber der Titel erinnerte an die Band The Go-Betweens, die von allen sehr geschätzt wurde. Während dieser Name gelegentlich auch kleinere Schwierigkeiten mit sich brachte, weil man zum Beispiel als „Band aus Australien“ angekündigt wurde, erwies er sich über die Jahre doch als sehr passend, weil „so viele unserer Songs vom Reisen, von Entfernungen und Straßen handeln“ (Chris Eckman).
1985 wurde eine erste EP bei Necessity Records veröffentlicht, 22 Disasters, 1987 die Single Linda Evans ebenfalls bei Necessity. Beide Aufnahmen sind sehr schwer zu finden, eine Tatsache, die von den Bandmitgliedern heute eher begrüßt wird. 1988 erschien bei PopLlama die erste LP, See Beautiful Rattlesnake Gardens, die sehr gute Kritiken erhielt.

### SubPop Records
Für einen kurzen Moment der Musikgeschichte war Seattle der Nabel der Welt: Grunge-Musik war das neue Ding, das die Musikindustrie erschütterte, und Sub Pop Records mit seinen Acts Nirvana, Mudhoney und Soundgarden das Epizentrum dieses Erdbebens.
Die Walkabouts wurden als damals einziger „Non-Grunge-Act“ von SubPop unter Vertrag genommen und vom Grunge-Hype mit nach oben gespült, obwohl ihre Musik eher als Folk-Rock rezipiert wurde. Bei SubPop erschienen 1989 die LP Cataract, 1990 die EP Rag & Bone und 1991 die LP Scavenger.

### Glitterhouse Records 1
1992 trennten sich die Walkabouts in gegenseitigem Einverständnis von SubPop Records, um sofort bei SubPop Europe zu unterschreiben, die praktisch identisch mit Glitterhouse Records aus Beverungen in Deutschland waren. Dort erschienen 1993 New West Motel mit rockigen Songs, sowie im gleichen Jahr Satisfied Mind, ein Album mit überwiegend akustisch eingespielten Cover-Versionen von Songs anglo-amerikanischer Songwriter, darunter Nick Cave, Robert Forster von den Go-Betweens oder die Carter Family. Das Album gilt als Meilenstein des Alternative Country. 1994 erschien das wiederum rockige, aber auch dunkle Setting The Woods On Fire.
Mit diesen Alben hatten sich die Walkabouts als einer der wichtigsten Independent-Bands etabliert, auch wenn der Erfolg in Radio und Musikfernsehen, auf Musik-Festivals, in den Jahresbestenlisten der Musikzeitschriften und bei den Verkaufszahlen auf Europa beschränkt blieb. Mitschnitte der erfolgreichen 1994er Tour wurden auf der Live-Platte To Hell And Back dokumentiert, die 1995 erschien. Death Valley Days, eine Zusammenstellung von Raritäten und B-Seiten, gilt als Abschiedsgeschenk an Glitterhouse.

### Virgin Records
Die Trennung in Freundschaft von Glitterhouse und der Wechsel zum Major Label Virgin Records 1994 waren folgerichtig. Dort erschien 1996 Devil’s Road, das mit The Light Will Stay On einen veritablen Radio-Hit abwarf. 1997 folgte Nighttown, das wie sein Vorgänger unter anderem mit dem Warschauer Philharmonischem Orchester eingespielt wurde. Mit der Tour zu Nighttown konnten sich die Walkabouts einen langgehegten Wunsch erfüllen. Das Budget eines Major Labels erlaubte es, mit einem elfköpfigen „Orchester“ auf Konzertreise zu gehen. Der Auftritt in Brüssel im Juni 1997 wurde auf einem 2000 erschienenen Mailorder-Album (Glitterhouse) veröffentlicht.
Für einen ehemaligen Independent-Act waren diese Platten und Tourneen triumphal, für einen neuen Major-Act in einer durch Fusionen und einbrechende Verkaufszahlen verunsicherten Musikindustrie aber wahrscheinlich zu wenig.

### Glitterhouse Records 2
1999 kehrte die Band zu den alten Freunden von Glitterhouse zurück und veröffentlicht seitdem ihre Alben überwiegend hier. 1999 erschien Trail Of Stars, 2000 Train Leaves At Eight, ein Album, das man legitimerweise als „Bruder“ von Satisfied Mind bezeichnen könnte. Nun wurden Songs kontinentaleuropäischer Songwriter gecovert, darunter Mikis Theodorakis, Françoiz Breut, Jacques Brel, Midnight Choir, Blumfeld und Neu!.
Drunken Soundtracks erschien 2001, wieder eine Zusammenstellung von Raritäten und B-Seiten. Im selben Jahr kam das Studioalbum Ended Up A Stranger heraus.
2002 veröffentlichte Innerstate Records Watermarks, eine „Best-of“-Zusammenstellung für den US-amerikanischen Markt. Dieses Label vertreibt auch die meisten anderen Alben in den USA. 2003 erscheint bei Shingle Street Records Slow Days With Nina, eine EP mit fünf Cover-Versionen von Nina-Simone-Songs. Im selben Jahr kam bei Glitterhouse Shimmers heraus, wiederum eine „Best-of“-Compilation, die sich nur zum Teil mit Watermarks überschneidet, diesmal für den europäischen Markt.
Im August 2005 ist ein neues Album auf Glitterhouse Records erschienen, Acetylene. In Kritiken werden der Sound und der textliche Inhalt als „rockig und wütend“ beschrieben. Der Song „Devil In The Details“ dient dem Outdoor-Ausstatter Jack Wolfskin als Musik zu den Werbespots, die seit 2005 und auch noch aktuell (2010) zur besten Sendezeit im deutschen Fernsehen ausgestrahlt werden. Das Album erreichte in der ersten Woche Platz 87 der deutschen Albumcharts und stieg auf Platz 13 der griechischen Charts ein.
Die Band veröffentlicht im Selbstverlag regelmäßig Bootlegs. Außerdem duldet sie auch das Mitschneiden ihrer Konzerte und das Weiterverteilen der Aufnahmen, solange damit keine kommerziellen Interessen verbunden sind. Zahlreiche Konzertmitschnitte kursieren daher unter den Fans der Walkabouts.
Zum 25-jährigen Jubiläum der Band 2009 erschien bei Glitterhouse Records unter dem Titel Got No Chains ein Tributealbum mit Interpretationen von 16 Walkabouts-Songs. Beteiligt waren unter anderen Chris Cacavas, Hugo Race, Willard Grant Conspiracy, The Bambi Molesters, Jon Langford, Chris Brokaw, The Minus 5, Steve Wynn & Linda Pitmon, Savoy Grand und Locas in Love. Die zweite CD des Albums enthält die jeweiligen Originalsongs in einer remasterten Version.
Am 22. Oktober 2011 ist das letzte Studioalbum mit dem Titel Travels In The Dustland erschienen. 2015 löste sich die Band auf.

## Kollaborationen und Nebenprojekte

### Chris & Carla
Die Sänger und Gitarristen Chris Eckman und Carla Torgerson, die früher auch privat ein Paar waren, treten auch als Duo auf („Chris & Carla“). 1993 erschien die Live-Aufnahme Shelter For An Evening, 1995 das Studio-Album Life Full Of Holes und das Live-Album Nights Between Stations. 1997 wurde gemeinsam mit Pete Gerrald der Soundtrack zu dem Film Where The Air Is Cool And Dark eingespielt. 1998 erschien das Studio-Album Swinger 500.
Das aktuelle Album von Chris & Carla, Fly High Brave Dreamers, erschien am 27. Januar 2007. Eine Tournee führte die beiden im Februar und März 2007 nach Europa, in Deutschland standen etwa zehn Konzerte auf dem Programm.

### Soloalben
Chris Eckman veröffentlichte 2000 das Album A Janela, das von der portugiesischen Fado-Musik inspiriert wurde. 2004 erschien The Black Field, 2005 der Soundtrack Novi Svet für das slowenische Fernsehen, 2008 The Last Side of the Mountain mit vertonten Gedichten des slowenischen Poeten Dane Zajc. 2021 wurde Eckman für sein Album Where the Spirit Rests mit dem Jahrespreis des Preis der deutschen Schallplattenkritik ausgezeichnet.
Auch Carla Torgerson hat ein Soloalbum herausgebracht, 2004 erschien Saint Stranger.

### Nebenprojekte
Schlagzeugerin Terri Moeller bildet mit ihrem Mann Paul Austin (früher Willard Grant Conspiracy) den Kern von The Transmissionary Six, die seit 2002 Alben veröffentlichen. Im Jahr 2009 löste sich die Band nach einem Abschiedskonzert in Seattle auf. Terri Moeller startete 2009 ihr Soloprojekt Terri Tarantula. 2012 gab die Band bekannt, ihre gemeinsame Arbeit als The Transmissionary Six wieder aufzunehmen und kündigte Konzerte und weitere Alben an.
Glenn Slater spielt auch bei Wellwater Conspiracy, Michael Wells bei Pluto Dog.
2001 veröffentlichte Chris Eckman gemeinsam mit Al DeLoner von Midnight Choir unter dem Projektnamen „Höst“ das Electronica-Album „The Damage Suite“. Unter dem Namen „i“ erschien 2002 ein Album im Krautrock-Stil, eingespielt von Chris Eckman, Carla Torgerson und Glenn Slater, zusammen mit Chris’ Brüdern Curt und Grant, beide Gründungsmitglieder der Walkabouts.
Zusammen mit Hugo Race und Chris Brokaw gründete Chris Eckman 2007 die Band Dirt Music. Das gleichnamige Debütalbum wurde Ende 2007 auf Glitterhouse veröffentlicht. Das zweite Album „BKO“ wurde in Mali mit dort ansässigen Musikern aufgenommen und ist im April 2010 erschienen.

### Networking
Viele bekannte Musiker trugen als Gäste zu den Aufnahmen der Walkabouts bei, so zum Beispiel Peter Buck von R.E.M., Natalie Merchant von 10,000 Maniacs, Mark Lanegan oder Brian Eno.
Chris Eckman arbeitet erfolgreich als Produzent für Bands wie Shilf, Midnight Choir, Willard Grant Conspiracy oder die kroatische Surfband Bambi Molesters, hat aber zumindest für die drei letztgenannten Bands auch selbst gespielt. Mit den Bambi Molesters bildet Eckman auch die Independent-Band The Strange, die 2004 das Album Nights of Forgotten Films veröffentlichte.
Carla Torgerson sang die weibliche Stimme im Radio-Hit Travelling Light der Tindersticks.

## Vorgruppen
Die Walkabouts gingen regelmäßig auf Tournee, insbesondere in Europa. Immer wieder nahmen sie Bands als Vorgruppe mit, denen es damit gelang, ihre Fanbasis erheblich zu erweitern. Zu nennen sind: Hip Young Things, Midnight Choir, Willard Grant Conspiracy, The Transmissionary Six, The Hitchin' Post.

## Diskografie

### Charterfolge
Studioalben

| Jahr | Titel          | Höchstplatzierung, Gesamtwochen, AuszeichnungChartsChartplatzierungen (Jahr, Titel, Platzierungen, Wochen, Auszeichnungen, Anmerkungen) | Anmerkungen                        |
| Jahr | Titel          | DE | Anmerkungen                        |
| ---- | -------------- | --- | ---------------------------------- |
| 1996 | Devil’s Road   | DE53 (10 Wo.)DE | Erstveröffentlichung: Februar 1996 |
| 1997 | Nighttown      | DE75 (3 Wo.)DE | Erstveröffentlichung: Mai 1997     |
| 1999 | Trail of Stars | DE61 (2 Wo.)DE | Erstveröffentlichung: August 1999  |
| 2005 | Acetylene      | DE87 (1 Wo.)DE | Erstveröffentlichung: August 2005  |

Singles

| Jahr | Titel Album                         | Höchstplatzierung, Gesamtwochen, AuszeichnungChartsChartplatzierungen (Jahr, Titel, Album, Platzierungen, Wochen, Auszeichnungen, Anmerkungen) | Anmerkungen                        |
| Jahr | Titel Album                         | DE | Anmerkungen                        |
| ---- | ----------------------------------- | --- | ---------------------------------- |
| 1996 | The Light Will Stay On Devil’s Road | DE73 (10 Wo.)DE | Erstveröffentlichung: Februar 1996 |

### Weitere Veröffentlichungen
| The Walkabouts Alben - 1985: 22 Disasters (EP) - 1988: See Beautiful Rattlesnake Gardens (Album) - 1989: Cataract (Album) - 1990: Rag & Bone (EP) - 1991: Scavenger (Album) - 1993: New West Motel (Album) - 1993: Satisfied Mind (Album mit Coverversionen englisch-sprachiger Songwriter) - 1994: Setting the Woods on Fire (Album) - 1995: To Hell And Back (Livealbum) - 1996: Death Valley Days (Kompilation B-Seiten u. ä.) - 1997: Mystery Mountain Chronicles („offizielles“ Bootleg) - 1999: Airmail („offizielles“ Bootleg) - 2000: Train Leaves At Eight (Album mit Coverversionen kontinental-europäischer Songwriter) - 2000: Bruxelles (Mailorder Live-Album) - 2001: Ended Up A Stranger (Album) - 2001: Drunken Soundtracks (Doppel-CD, Kompilation B-Seiten u. ä.) - 2002: Watermarks (Kompilation „Best of“ für den US-Markt) - 2002: I’m Sorry („offizielles“ Bootleg) - 2003: Slow Days With Nina (EP mit Cover-Versionen von Nina Simone) - 2003: Shimmers (Kompilation „Best of“ für den europäischen Markt) - 2003: Emona („offizielles“ Bootleg aus der italienischen Musikzeitschrift Il Mucchio Selvaggio) - 2005: No You Won’t („offizielles“ Bootleg) - 2007: Prague (Live-Album) - 2011: Travels In The Dustland (Album) - 2012: Reuters – Live 1996 & 2006 (offizieller Bootleg) - 2012: Life: The Movie – Collected Films & Clips (DVD mit Live-Aufnahmen, Videos, Interviews und Dokumentation) - 2012: Berlin (Live-Album) The Walkabouts Tributealbum - 2009: Got No Chains | The Walkabouts Singles - 1987: Linda Evans/Cyclone - 1991: Where The Deep Water Goes - 1992: Dead Man Rise - 1993: Jack Candy - 1993: Your Hope Shines - 1994: Good Luck Morning - 1996: All For This - 1997: Lift Your Burdens Up (nicht offiziell veröffentlicht) - 1997: Immaculate (nicht offiziell veröffentlicht) - 1999: Drown - 2005: Devil In The Details (Jack Wolfskin-Promo) Chris & Carla - 1993: Shelter For An Evening (Livealbum) - 1995: Life Full Of Holes (Album) - 1995: Nights Between Stations (Livealbum) - 1997: Where The Air Is Cool And Dark (Soundtrack) - 1997: Wake Me When I’m Under (Split-Single mit der Willard Grant Conspiracy) - 1998: Swinger 500 (Album) - 1999: Ljubljana („offizielles“ Bootleg) - 2002: Come As You Aren’t („offizielles“ Bootleg) - 2003: Want To Swing From You („offizielles“ Bootleg) - 2007: Fly High Brave Dreamers (Album) - 2012: Winterreise („offizielles“ Bootleg – limitierte Auflage) Chris Eckman Solo - 2000: A Janela (Mailorder Album) - 2004: Black Field (Album) - 2005: Novi Svet (Soundtrack für das slowenische Fernsehen) - 2008: Last Side of the Mountain - 2013: Harney County (Dezember 2013) - 2021: Where The Spirit Rests (Album) - 2025: The Land We Knew Best Carla Torgerson Solo - 2004: Saint Stranger (Album) |